# Melanoxanthus anticus
Melanoxanthus anticus is een keversoort uit de familie kniptorren (Elateridae). De wetenschappelijke naam van de soort is voor het eerst geldig gepubliceerd in 1892 door Ernest Candèze.